# Scărișoara, Alba
Scarisoara là một xã thuộc hạt Alba, România. Dân số thời điểm năm 2002 là 1850 người.